# كريس ديلاني
كريس ديلاني (بالإنجليزية: Chris Delaney)‏ هو لاعب كرة مضرب أمريكي، ولد في 16 يوليو 1957 في نيوتن في الولايات المتحدة.

## وصلات خارجية
- كريس ديلاني على موقع رابطة محترفي التنس (الإنجليزية)
- كريس ديلاني على موقع الاتحاد الدولي لكرة المضرب (الإنجليزية)
- كريس ديلاني على موقع خلاصة التنس.كوم (الإنجليزية)